# Woestijnwimperspitsmuis
De woestijnwimperspitsmuis (Crocidura smithii)  is een zoogdier uit de familie van de spitsmuizen (Soricidae). De wetenschappelijke naam van de soort werd voor het eerst geldig gepubliceerd door Thomas in 1895.